# Euxoa demaculata
Euxoa demaculata là một loài bướm đêm trong họ Noctuidae.